# Luis Echeverría
Luis Echeverría Álvarez (Mexico-Stad, 17 januari 1922 – Cuernavaca, 8 juli 2022) was een Mexicaans politicus. Hij was president van Mexico van 1970 tot 1976. Echeverría zette een populistische economische politiek in, en poogde de Mexicaanse Revolutie van het begin van de 20e eeuw nieuw leven in te blazen. Tevens probeerde hij Mexico een prominentere rol te laten vervullen in de internationale politiek.
Onder het presidentschap van Echeverría vond een vaak gewelddadige vervolging van de oppositie plaats, terwijl hij ook vaak beschuldigd wordt van betrokkenheid bij het bloedbad van Tlatelolco van 1968, toen hij minister van binnenlandse zaken was. Pogingen hem te vervolgen zijn echter mislukt.

## Vroege jaren
Echeverría werd geboren in Mexico-Stad in een familie van Baskische afkomst. Hij studeerde rechtsgeleerdheid aan de Nationale Autonome Universiteit van Mexico (UNAM) en in Chili. In 1947 werd hij benoemd tot hoogleraar in Algemene Staatstheorie. In 1946 sloot hij zich aan bij de Institutioneel Revolutionaire Partij (PRI), die welhaast een monopoliepositie op de macht bezat. Hij klom op in de gelederen van de PRI, bekleedde posten in verschillende ministeries en werd de persoonlijke secretaris van partijvoorzitter Rodolfo Sánchez Taboada. In 1964 werd hij minister van binnenlandse zaken onder Gustavo Díaz Ordaz (1964-1970).
In deze functie werd hij medeverantwoordelijk gehouden voor het Bloedbad van Tlatelolco, een schietpartij aan de vooravond van de Olympische Spelen waarbij 200 tot 300 demonstranten om het leven kwamen. Echeverría zelf heeft betrokkenheid altijd ontkend en zei dat hij pas na afloop via de telefoon van het bloedbad op de hoogte werd gesteld. De gebeurtenissen van 1968 hebben hoe dan ook zwaar een stempel gedrukt op de rest van Echeverría's loopbaan.

## Verkiezing
Zoals gebruikelijk wees de zittende president de PRI-kandidaat voor de verkiezingen aan (dedazo). In 1969 werd aldus Echeverría door Díaz Ordaz tot kandidaat voor de verkiezingen van 1970 aangewezen. Dit was een enigszins opvallende keus omdat Echeverría tot nog toe alleen ambten had bekleed waarin hij werd benoemd, en nog nooit aan een verkiezing had deelgenomen. Echeverría werd op deze manier de eerste van een reeks technocratische presidenten.
Tijdens zijn verkiezingscampagne vroeg Echeverría om een minuut stilte voor de slachtoffers van Tlatelolco. Hiermee haalde hij zich de woede op de hals van de legerleiding en Díaz Ordaz, die zelfs even overwoog Echeverría's kandidatuur in te trekken. Uiteindelijk versloeg Echeverría zonder enige moeite Efraín González Morfín, kandidaat van de Nationale Actiepartij (PAN), de enige oppositiepartij van betekenis. Echeverría behaalde 86,02% van de stemmen en González 13,98%.

## Presidentiële termijn

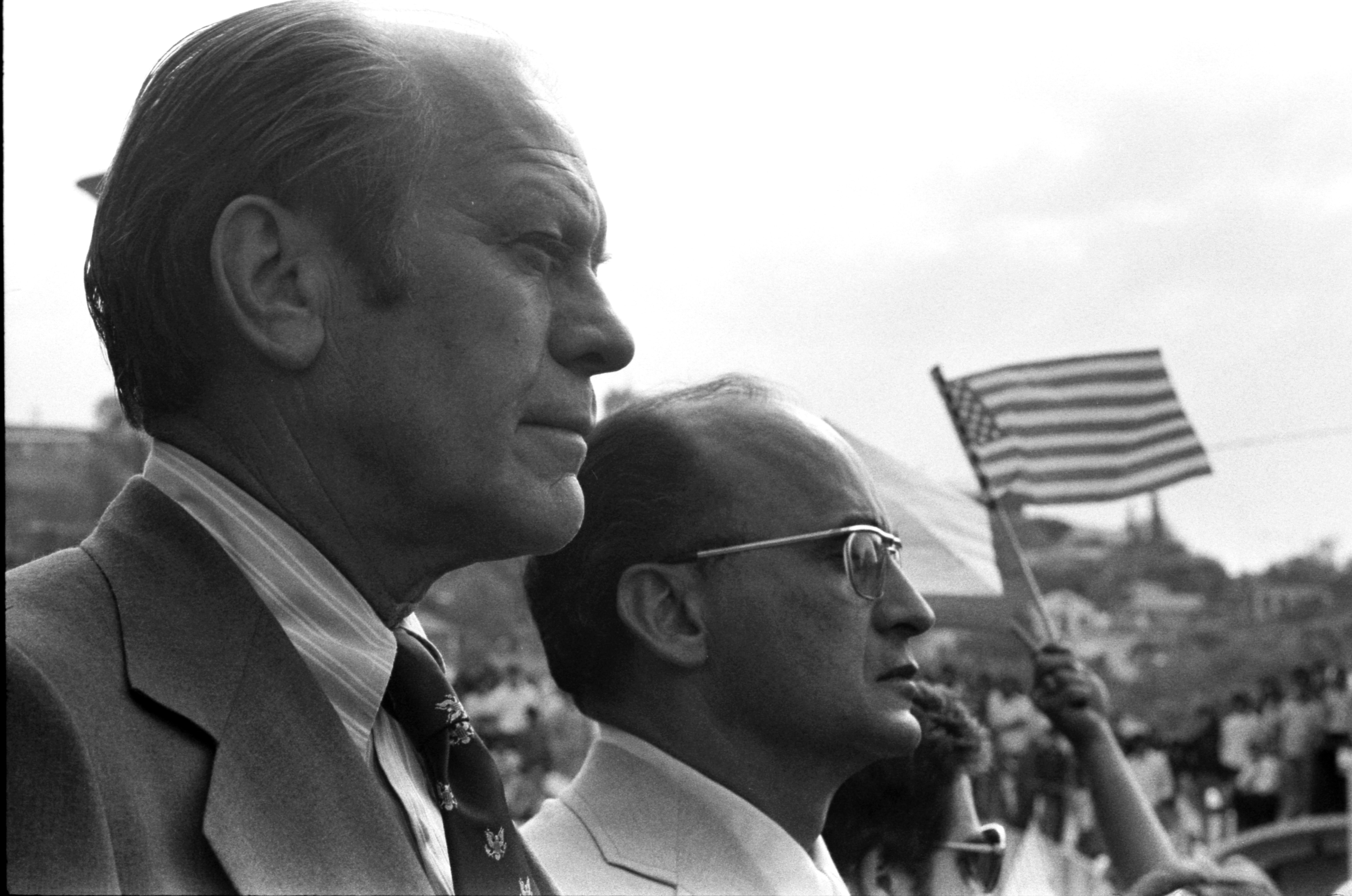
Echeverría en de Amerikaanse president Gerald Ford

Echeverría voerde een links-populistisch programma. Er werd dan ook verwacht dat hij zich zou ontwikkelen tot een nieuwe Lázaro Cárdenas. Nadat boerenorganisaties in Sinaloa en Sonora landhervormingen eisten, onteigende Echeverría land van grootgrondbezitters en verdeelde hij het onder arme boeren, waarbij de oorspronkelijke eisers overigens niets kregen. De grootgrondbezitters kregen later een ruime compensatie, waardoor dit alles zwaar op de financiën drukte. De voedselproductie bleef achter, zodat er meer voedsel geïmporteerd moest worden. Onder Echeverría's bestuur kwam een einde aan de periode van ongekende economische groei, het Mexicaanse Wonder, die tijdens de Tweede Wereldoorlog begonnen was. De buitenlandse schuld steeg van USD $6 miljard in 1970 tot USD $20 miljard in 1976 en onder zijn bewind vonden drie devaluaties van de Mexicaanse peso plaats, waarmee de waarde zakte van 12,5 tot 22 peso per dollar. Door het aanboren van nieuwe olievelden in de Golf van Campeche ten tijde van de oliecrisis kon een economische ramp uitgesteld worden. Hij nationaliseerde de mijnbouw, de elektro-industrie, de telefonie en de tabaksindustrie. Door haar economische beleid lag de Mexicaanse regering regelmatig in de clinch met de zakenwereld. Onder andere de ondernemer en filantroop Eugenio Garza Sada liet zich regelmatig kritisch uit over Echeverría. Garza Sada werd in 1973 door een communistische guerrillabeweging vermoord, maar later is gebleken dat Echeverría van tevoren van de aanslag op de hoogte was maar besloot niet in te grijpen.
Echeverría probeerde met populistische retoriek studenten aan te trekken. Hij nam veel jonge mensen op in zijn kabinet en verlaagde de stemgerechtigde leeftijd. In 1971 liet hij een amnestie uitvaardigen voor een aantal van de leiders van 1968, en ook de vakbondsleiders Demetrio Vallejo en Valentín Campa werden op vrije voeten gesteld. De gebeurtenissen van 1968 en zijn repressieve beleid bleven echter een stempel op zijn imago drukken. Onder zijn bestuur verhevigde de Vuile Oorlog. Toen Echeverría poogde een bezoek te brengen aan de UNAM werd hij door boze studenten van de campus gejaagd. De nog steeds sluimerende onrust escaleerde na het Bloedbad op Corpus Christi in 1971 waarbij tientallen studenten door PRI-knokploegen werden gedood en waarbij zelfs gewonden tot in het ziekenhuis werden gevolgd om alsnog gedood te worden. In Mexico kwamen niet minder dan zeventien guerrillabewegingen op. Op verschillende plaatsen vonden bomaanslagen plaats, en prominente politici en zakenlieden werden door verzetsbewegingen gegijzeld. Opvallend waren vooral de stadsguerrilla Communistische Liga 23 September, die verantwoordelijk was voor de moord op Garza Sada, en de Partij van de Armen van Luis Cabañas, die voornamelijk haar steun haalde uit de arme bevolking van de staat Guerrero. Cabañas wist onder andere José Guadalupe Zuno, Echeverría's schoonvader, en Rubén Figueroa Figueroa, gouverneur van Guerrero, te ontvoeren. Echeverría stuurde niet minder dan 15% van het Mexicaanse leger naar Guerrero en liet dorpen met napalm bestoken. Cabañas kwam in 1974 om het leven bij de bevrijding van Figueroa. In het stadje Juchitán in Oaxaca probeerde de Arbeiders-, Boeren-, en Studentencoalitie van de Istmus (COCEI) probeerde veranderingen te bewerkstelligen door middel van een combinatie van democratisch socialisme en inheemse Zapoteekse tradities. Het conflict Oaxaca leidden tot de militaire bezetting van de hoofdstad Oaxaca de Juárez en andere steden, en ook in de Universiteit van Oaxaca werd met militair geweld ingegrepen. Op de Universiteit van Puebla werd in 1972 studentenleider Joel Arriaga Navarro vermoord door onbekenden. Bij protesten tegen deze moord werden nog eens zes studenten door veiligheidstroepen doodgeschoten. Uit later vrijgekomen documenten is gebleken dat het leger en het Federaal Veiligheidsdirectoraat (DFS) in de jaren zeventig militaire kazernes hadden ingericht als concentratiekampen, en ook zouden er 'doodsvluchten' zijn georganiseerd waarbij dissidenten vanuit vliegtuigen in zee werden gegooid.
Om de druk enigszins van de ketel te halen ging Echeverría over tot voorzichtige hervormingen, de apertura democrática (democratische opening). Zo werd bepaald dat oppositiepartijen gegarandeerd 100 van de 400 zetels in het Congres van de Unie zouden krijgen. In de praktijk betekende dit echter weinig, aangezien die 100 zetels vrijwel geheel werden gevuld door aan de PRI loyale satellietpartijen, de Authentieke Partij van de Mexicaanse Revolutie (PARM) en de Socialistische Volkspartij (PPS). Op deze manier kon de oppositie gecontroleerd worden en worden ingekapseld in het systeem. Critici van het systeem kregen vaak goedbetaalde erebaantjes toebedeeld, zodat ze zelf voordeel hadden bij het in stand houden van het systeem en verder hun mond zouden houden. In 1974 werden de territoria Quintana Roo en Baja California Sur opgeheven en als volwaardige staten erkend.
Hoewel Echeverría hard optrad tegen binnenlandse tegenstanders, ontving hij dissidenten van andere Latijns-Amerikaanse landen met open armen. Echeverría steunde Salvador Allende in Chili en Fidel Castro in Cuba, en veroordeelde de Verenigde Staten als imperialistisch. Regelmatig hadden Echeverría en zijn Amerikaanse collega Richard Nixon conflicten over irrigatie in het Mexicaans-Amerikaanse grensgebied. Onder Echeverría poogde Mexico zich internationaal een positie van derdewereldleider te verwerven. Hij veroordeelde het zionisme en stemde voor de controversiële VN-Resolutie 3379, waarin zionisme als racistisch werd bestempeld. Ook liet hij de PLO een kantoor openen in Mexico-Stad. Joodse organisaties in de Verenigde Staten waren hier woedend over en riepen op tot een boycot tegen Mexico. Verder breidde Echeverría Mexico's territoriale wateren uit tot 200 zeemijl uit de kust. Opmerkelijk is dat Echeverría ondanks deze retoriek volgens voormalig CIA-agent Philip Agee jarenlang voor de CIA werkzaam was onder de codenaam "Litempo-14". Ook stond Mexico het de geheime dienst van Guatemala toe gevluchte Guatemalteekse dissidenten in Mexico op te sporen en te vervolgen.
Een van de weinige aspecten van Echeverría's regering die als positief werd beoordeeld waren zijn maatregelen om de bevolkingsgroei af te remmen. Nadat Echeverría geïnformeerd was wat voor kwalijke gevolgen een ongebreidelde bevolkingsgroei kan hebben stimuleerde hij geboortebeperking, waardoor het kindertal vrijwel onmiddellijk begon af te nemen. In het jaar 2000 had Mexico ongeveer 100 miljoen inwoners, terwijl dat er zonder Echeverría's maatregelen naar schatting 150 miljoen geweest zouden zijn.
Echeverría bevorderde tijdens zijn termijn het toerisme. Na een computerstudie werd bepaald dat Cancún een geschikte plek was om een grootschalige badplaats uit de grond te stampen begon men met het ontwikkelen daarvan. Tegenwoordig heeft Cancún Acapulco als belangrijkste badplaats voorbij gestreefd en is bovendien het merendeel van de Cancunse toeristenindustrie in Mexicaanse handen. Om het toerisme te bevorderen liet Echeverría in 1975 het Ministerie van Toerisme oprichten.
Gedurende zijn termijn was Echeverría voortdurend het onderwerp van geruchten en grappen, ook binnen de PRI. Hij was de laatste president met militaire connecties; zijn vrouw María Esther Zuno was de dochter van generaal José Guadalupe Zuno, voormalig gouverneur van Jalisco. Hierdoor was er een bijzonder hardnekkig gerucht dat Echeverría een staatsgreep aan het voorbereiden was. Dit gerucht is nooit bewaarheid geworden. Ondanks alles kon Echeverría tijdens zijn termijn op steun van grote groepen van de bevolking rekenen. Echeverría presenteerde zichzelf als een moderne en progressieve leider, die nu eindelijk de beloften van de Mexicaanse Revolutie zou inlossen, en de media en veel intellectuelen waren zeer positief over hem. Francisco Javier Alejo, een van de leiders van 1968 in de staat Jalisco, noemde het zelfs een "historische misdaad" Echeverría niet te steunen. Onder de weinige critici van Echeverría bevonden zich de schrijver Gabriel Zaid en vooral de historicus Daniel Cosío Villegas. In El estilo personal de gobernar (De persoonlijke stijl van regeren, 1974) veegde Cosío Villegas de vloer aan met Echeverría. Cosío Villegas hekelde de 'keizerlijke' macht van, en betoogde dat Echeverría's economische en sociale politiek volslagen onverantwoord was.

## Opvolging en nalatenschap
Echeverría's presidentstermijn wordt vrijwel unaniem als een enorme mislukking gezien. Hij is een van de meest impopulaire presidenten uit de Mexicaanse geschiedenis en wordt beschuldigd van het onverantwoord omgaan met de overheidsfinanciën, waardoor een economische crisis werd veroorzaakt en van het voeren van een dictatoriaal beleid, waardoor Mexico op de rand van een burgeroorlog belandde.
Echeverría benoemde zijn minister van financiën en jeugdvriend José López Portillo tot zijn opvolger. Aangezien de oppositiepartijen uit onvrede met de monopoliepositie van de PRI de verkiezingen boycotten werd López Portillo in 1976 met 100% van de stemmen tot president gekozen.

## Latere jaren
In de jaren na zijn presidentschap deed Echeverría een weinig succesvolle poging een derdewerelduniversiteit op te richten. In 1981 deed hij een poging gekozen te worden tot secretaris-generaal van de Verenigde Naties, doch verloor die verkiezing aan Javier Pérez de Cuéllar. Sindsdien heeft hij zich politiek op de achtergrond gehouden, hoewel hij in de jaren 90 Ernesto Zedillo steunde tegen Carlos Salinas. Ook bleven een aantal van zijn naaste medewerkers hoge functies vervullen, ook nadat de PRI in 2000 voor het eerst haar macht kwijtraakte.
Echeberría's zwager Rubén Zuno Arce werd in 1992 in een Amerikaanse rechtbank veroordeeld tot een gevangenisstraf wegens lidmaatschap van het Guadalajarakartel en medeverantwoordelijkheid voor de moord op Enrique Camarena.
Nadat in 2000 Vicente Fox van de PAN de presidentsverkiezingen won en er een einde kwam aan de macht van de PRI, werd het repressieve verleden van Mexico onder de loep genomen en een poging gedaan de verantwoordelijken berecht te krijgen. Op 23 juli 2004 werd Echeverría aangeklaagd en beschuldigd van betrokkenheid bij het bloedbad op Corpus Christi. Uit documenten zou blijken dat hij opdracht had gegeven tot het creëren van een geheime politie-eenheid, los Halcones (de Valken). Echeverría is beschuldigd van genocide. Het is voor de eerste keer in de geschiedenis dat iemand in Mexico beschuldigd is van genocide. Echeverría kan niet voor moord worden berecht, vanwege de verjaringstermijn. Volgens de aanklagers kunnen Tlatelolco en Corpus Christi genocide worden genoemd, omdat volgens de Mexicaanse wet genocide gedefinieerd wordt als (het pogen tot) uitroeiing van een bevolkingsgroep. Echeverría had, volgens de aanklagers, gepoogd studenten uit te roeien. De rechter weigerde een arrestatiebevel uit te vaardigen, omdat de gebeurtenissen naar zijn oordeel geen genocide waren. Echeverría ontkent enige betrokkenheid bij de moorden.
Nadat voorheen geheime informatie was vrijgegeven, werd Echeverría op 11 februari 2005 opnieuw aangeklaagd. De rechter weigerde echter wederom Echeverría te berechten omdat de wet die stelt dat genocide niet kan verjaren werd aangenomen, nadat Echverría de misdaden begaan zou hebben. Later in 2005 werd dan weer besloten dat Echeverría wel berecht kon worden, omdat de verjaarperiode van 30 jaar pas was ingegaan na het aftreden van Echeverría. Dit betekent dat Echverría's aanklagers nog tot 30 november 2006 de tijd hadden Echeverría veroordeeld te krijgen. Later werd dan weer besloten dat Echeverría niet veroordeeld kan worden, aangezien de wet waarin staat dat genocide niet kan verjaren pas werd aangenomen nadat Luis Echeverría zich aan genocide schuldig zou hebben gemaakt, en wetten in Mexico nooit met terugwerkende kracht gelden.
Van 2006 tot 2009 stond Echeverria onder huisarrest wegens een proces tegen hem wegens genocide, vanwege zijn vermoedelijke betrokkenheid bij de moordpartij in Tlatelolco. Op 26 maart 2009 besloot een rechter dat betrokkenheid van Echeverría niet kon worden bewezen en werd hij definitief vrijgesproken. 
De laatste jaren ging zijn gezondheidstoestand achteruit. Hij stierf op 100-jarige leeftijd.